# Record Stadion, Irkutsk
Record Stadion är en bandyarena i Irkutsk, Ryssland.
Den används av bandylagen Record Irkutsk och Bajkal Energija. Arenans publikkapacitet är 5 300 åskådare, kommer att användas under världsmästerskapet i bandy för herrar 2014 och vara huvudarena för B-VM.